# Bradford Jamieson IV
Bradford Jamieson IV (n. Los Ángeles,California, EUA, el 18 de noviembre de 1996) es un exfutbolistaestadounidense que jugaba de delantero y actualmente es entrenador asistente del club Philadelphia Union II de la MLS Next Pro.

## Trayectoria

### Inicios
Jamieson nació en Los Ángeles, California, y jugó al fútbol juvenil para los clubes de la región de Santa Mónica United FC y LAFC. En 2012 se unió a la academia sub-16 del club Chivas USA de la Major League Soccer. Luego de pasar una temporada con Chivas USA, Jamieson fichó con la academia del LA Galaxy en 2013. Mientras jugaba para esta academia, Jamieson jugó tres partidos para el equipo de reservas del Galaxy en la USL Pro.

### LA Galaxy
El 20 de febrero de 2014 se anunció que Jamieson había fichado como jugador de cantera con el LA Galaxy. Hizo su debut profesional con el LA Galaxy II, el equipo de reservas del LA Galaxy, en la USL Pro el 22 de marzo de 2014 frente al Orange County Blues. Jamieson hizo su debut con el primer equipo el 19 de julio de 2014 frente al Sporting Kansas City, ingresando por el lesionado A. J. DeLaGarza en el minuto 75. Menos de cinco minutos después de ingresar, Jamieson entregó una asistencia a Robbie Keane, pero el Galaxy finalmente no llegó a empatar el encuentro, el cual concluyó con una derrota 1-2 para el Galaxy.
Jamieson anotó su primer gol en la MLS para el Galaxy el 26 de abril de 2015 en un partido frente al New York Red Bull en el Red Bull Arena.
Dejó el club al término de la temporada 2019.

### Vendsyssel FF
El 31 de enero de 2020 fichó por el Vendsyssel FF de la Primera División de Dinamarca.

### Hartford
El 2 de marzo de 2021 fichó por el Hartford Athletic de la USL Championship

## Clubes
| Club                      | País           | Año       |
| ------------------------- | -------------- | --------- |
| Los Angeles Galaxy II     | Estados Unidos | 2014-2018 |
| Los Angeles Galaxy        | Estados Unidos | 2014-2019 |
| San Antonio FC (préstamo) | Estados Unidos | 2019      |
| Vendsyssel FF             | Dinamarca      | 2020      |
| Hartford Athetic          | Estados Unidos | 2021      |

## Selección nacional

### Selecciones juveniles
Jamieson ha sido convocado en varias ocasiones para jugar con la selección de fútbol sub-20 de los Estados Unidos. El 28 de diciembre de 2014 fue incluido en la lista preliminar de 35 jugadores con miras al Campeonato Sub-20 de la Concacaf de 2015, el cual sirvió de clasificación para la Copa Mundial de Fútbol en esa categoría en junio de ese año. El 5 de enero de 2015 fue incluido en la lista final de futbolistas que disputaron el torneo. Meses después fue incluido en la lista definitiva de 21 jugadores que representarán a los Estados Unidos en la Copa Mundial de Fútbol Sub-20 de 2015 en Nueva Zelanda. Jamieson sufrió una fuerte lesión en los octavos de final del torneo, obligándolo a abandonar el partido. y quedando descartado por el resto del campeonato.

### Participaciones en Copas del Mundo
| Mundial                     | Sede          | Resultado        | Partidos | Goles |
| --------------------------- | ------------- | ---------------- | -------- | ----- |
| Copa Mundial Sub-20 de 2015 | Nueva Zelanda | Cuartos de final | 3        | 0     |

## Palmarés

### Campeonatos nacionales
| Título         | Club      | País           | Año  |
| -------------- | --------- | -------------- | ---- |
| Copa de la MLS | LA Galaxy | Estados Unidos | 2014 |